# دهانه (اخترشناسی)

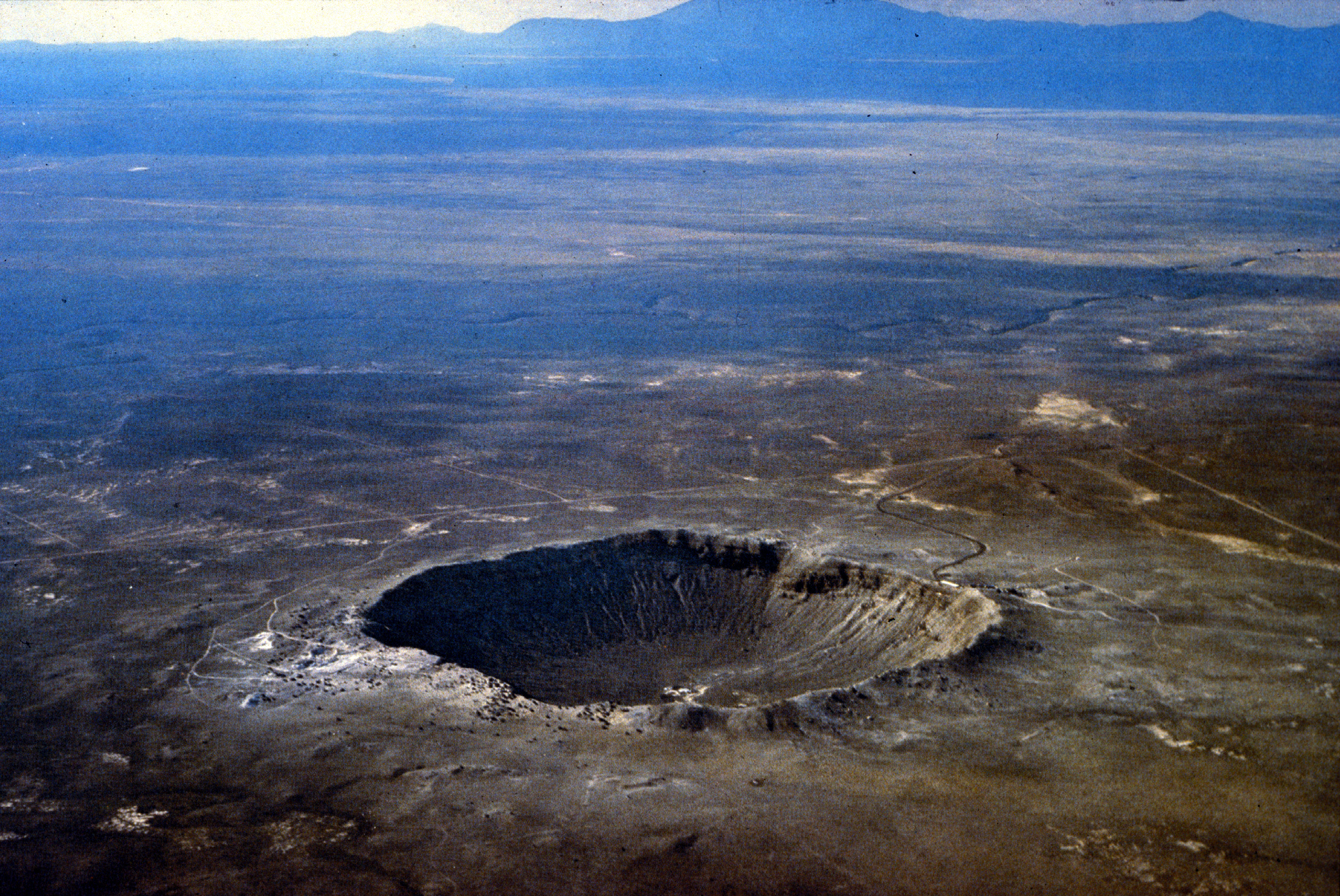
یک دهانه شهاب‌سنگ با قدمت ۵۰٬۰۰۰ سال واقع در شرق فلگستف، آریزونا، ایالات متحده

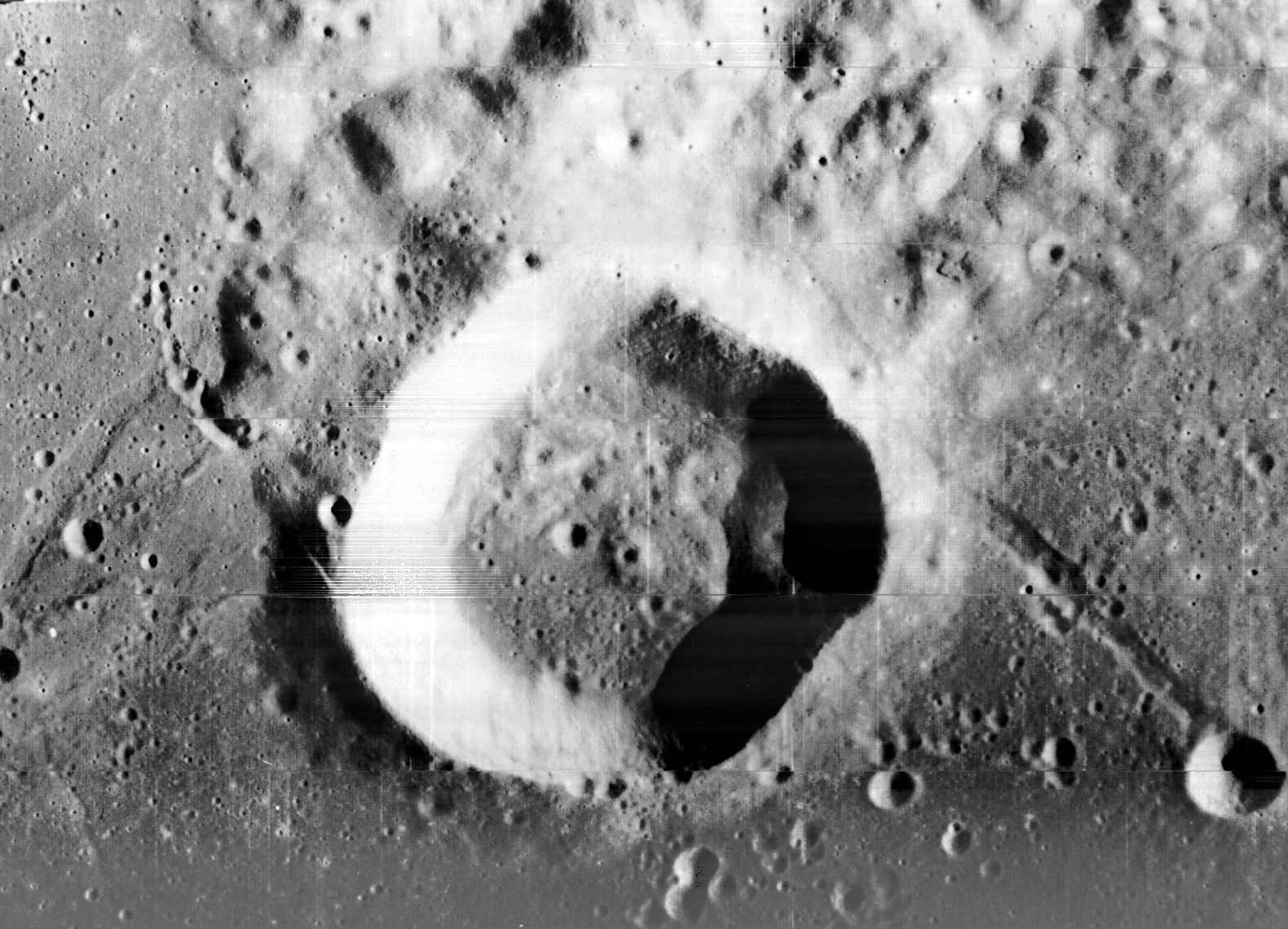
دهانه ماه وب. چندین دهانه کوچک‌تر درون و اطراف وب دیده می‌شوند.

دهانه، کاسچال یا حفره کله‌قندی زمین‌چهری است متشکل از یک سوراخ یا فرورفتگی که در سطح یک سیاره تشکیل شده و معمولاً یا با برخورد یک شیء یا با فعالیت زمین‌شناختی ایجاد شده‌است. دهانه به‌صورت کلاسیک اینگونه توصیف شده‌است: «گودالی کاسه‌شکل که توسط آتشفشان، انفجار یا اثر شهاب‌سنگ تشکیل شده‌است.» روی زمین دهانه‌ها «عموماً نتیجه فوران آتشفشان‌ها هستند» اما «دهانه‌های برخوردی شهاب‌سنگ در ماه شایع هستند؛ در حالی که در زمین نادرند».
در سال ۱۹۶۱ مقاله‌ای در نیو ساینتیست با حدس در مورد نظریه‌ای که بعداً رد شد و ادعا داشت که دهانه‌های ماه ممکن است در اصل آتشفشانی باشند، این را مطرح کرد که «دهانه‌های بوجودآمده از طریق آتشفشان دارای مزایای طبیعی و کانی‌زایی هستند که در دهانه‌های برخوردی یافت نمی‌شوند». اگر شرایط مناسب باشد، یک دهانه ممکن است به دریاچه‌ای دهانه‌ای تبدیل شود. لازمه آن این است که دهانه دیواره‌های نسبتاً هم‌سطح و سخت و منبعی از آب مانند سیلاب، باران، برف، چشمه یا دیگر آب‌های زیرزمینی داشته باشد.